# Petko Valov
Petko Valov (in bulgaro Петко Вълов?; Sofia, 8 gennaio 1966) è un vescovo cattolico bulgaro, dall'8 aprile 2024 eparca di San Giovanni XXIII di Sofia.

## Biografia
Petko Valov è nato a Sofia l'8 gennaio 1966 da padre ortodosso e madre cattolica di rito bizantino, fuggita da Kilkis.

### Formazione e ministero sacerdotale
Ha frequentato la scuola superiore a Sofia e poi ha prestato servizio militare per due anni. Nel 1986 ha iniziato gli studi presso la Facoltà di Medicina "Jordanka Filaretova" di Sofia e nel 1988 ha conseguito la laurea in odontotecnica. Dal 1990 al 1992 ha studiato filosofia presso la Pontificia Università Urbaniana di Roma come alunno del Pontificio Collegio Urbano "de Propaganda Fide" e dal 1992 al 1997 teologia cattolica presso la Pontificia Università Gregoriana come alunno del Pontificio Collegio Greco di Sant'Atanasio.
L'11 ottobre 1997 è stato ordinato presbitero per l'esarcato apostolico di Sofia per i fedeli cattolici di rito bizantino-slavo residenti in Bulgaria. Dopo ulteriori studi, nel 1999 ha conseguito la licenza in teologia morale presso l'Accademia Alfonsiana. Tornato in patria è stato parroco della parrocchia della Dormizione della Beata Vergine Maria a Novo Delčevo dal 1999, parroco della parrocchia di Sant'Anna a Šumen per un breve periodo; delegato della Chiesa cattolica presso il Consiglio nazionale delle comunità religiose in Bulgaria dal 2008; delegato presso la fondazione di beneficenza "Natività di Cristo", che si prende cura di giovani madri, dal 2013; economo e cancelliere eparchiale dal 2009; segretario della Conferenza episcopale interrituale della Bulgaria dal 2020 e presidente del consiglio di amministrazione della Caritas di Sofia dal 2022.

### Ministero episcopale
L'8 aprile 2024 papa Francesco lo ha nominato eparca di San Giovanni XXIII di Sofia. Ha ricevuto l'ordinazione episcopale il 6 luglio successivo nella cattedrale della Dormizione della Beata Vergine Maria a Sofia dall'eparca di San Giovanni XXIII di Sofia Hristo Projkov, co-consacranti il vescovo di Nicopoli Strahil Veselinov Kavalenov e l'esarca apostolico di Grecia Manuel Nin Güell. Durante la stessa celebrazione ha preso possesso dell'eparchia.
Dal 2024 è presidente della Conferenza episcopale interrituale della Bulgaria.
Oltre al bulgaro, parla italiano, inglese, francese e russo e comprende lo slavo ecclesiastico e il macedone.

## Genealogia episcopale e successione apostolica
La genealogia episcopale è:
- Cardinale Scipione Rebiba
- Cardinale Giulio Antonio Santori
- Cardinale Girolamo Bernerio, O.P.
- Arcivescovo Galeazzo Sanvitale
- Cardinale Ludovico Ludovisi
- Cardinale Luigi Caetani
- Cardinale Ulderico Carpegna
- Cardinale Paluzzo Paluzzi Altieri degli Albertoni
- Papa Benedetto XIII
- Papa Benedetto XIV
- Papa Clemente XIII
- Cardinale Enrico Benedetto Stuart
- Papa Leone XII
- Cardinale Chiarissimo Falconieri Mellini
- Cardinale Camillo Di Pietro
- Cardinale Mieczysław Halka Ledóchowski
- Cardinale Jan Maurycy Paweł Puzyna de Kosielsko
- Arcivescovo Józef Bilczewski
- Arcivescovo Bolesław Twardowski
- Arcivescovo Eugeniusz Baziak
- Papa Giovanni Paolo II
- Vescovo Hristo Projkov
- Vescovo Petko Valov